# Pseudomantalania
Pseudomantalania là một chi thực vật có hoa trong họ Thiến thảo (Rubiaceae).

## Loài
Chi Pseudomantalania gồm các loài: